# 下泉重吉
下泉重吉（しもいずみ　じゅうきち、1901年1月25日 - 1975年12月21日）は、日本の動物学者。東京教育大学教授、都留文科大学学長を務めた。理学博士。

## 人物
- 1901年1月25日　徳島県三好郡三庄村生まれ。
- 東京文理科大学文理学部動物学科を卒業
- 1936年　東京高等師範学校教授
- 1949年　東京教育大学教授を歴任
- 1959年　京都大学 理学博士  「動物の冬眠に関する研究 」
- 1973年　都留文科大学学長に就任する。
- 1975年12月21日　都留文科大学学長在任中に74歳で死去。

主として動物の冬眠について研究をおこなった。またヤマネの生態について明らかにし飼育に成功する。日本生物教育学会を創設し、理科教育や環境教育、自然保護思想についての振興につとめた。後に同会名誉会長。

## 著書
- 『学生の生物実験』
- 下泉重吉、種村ひろし『池と小川の動物』誠文堂新光社、1952年。 NCID BB11564100。
- 下泉重吉、丸本喜一『教師のための自然観察』河出書房、1956年。 NCID BN14849939。
- 下泉重吉『動物の解剖 2版』紀元社出版、1965年。 NCID BN08111703。

## 論文
- 国立情報学研究所収録論文 国立情報学研究所
- 下泉重吉,山元孝吉,田中亮,岸田久吉 (1953-04-15). “哺乳類の呼吸について(分類・動物地理・生態)”. 動物学雑誌 (社団法人日本動物学会) 62:  134-135. ISSN 00445118. NAID 110003361106.